# Dessauer Bund

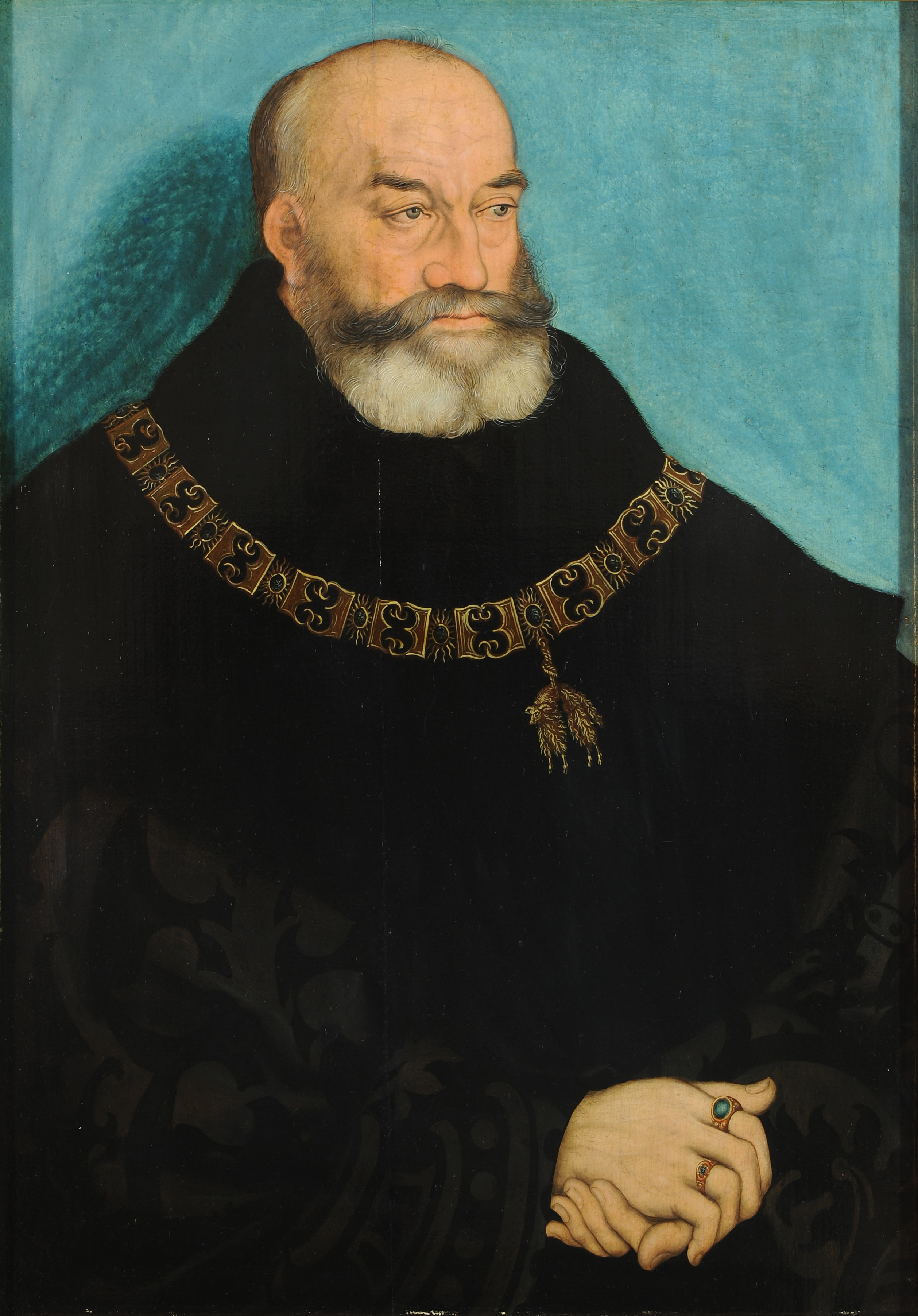
Herzog Georg von Sachsen, Gemälde von Lucas Cranach dem Älteren, um 1534, Museum der bildenden Künste Leipzig

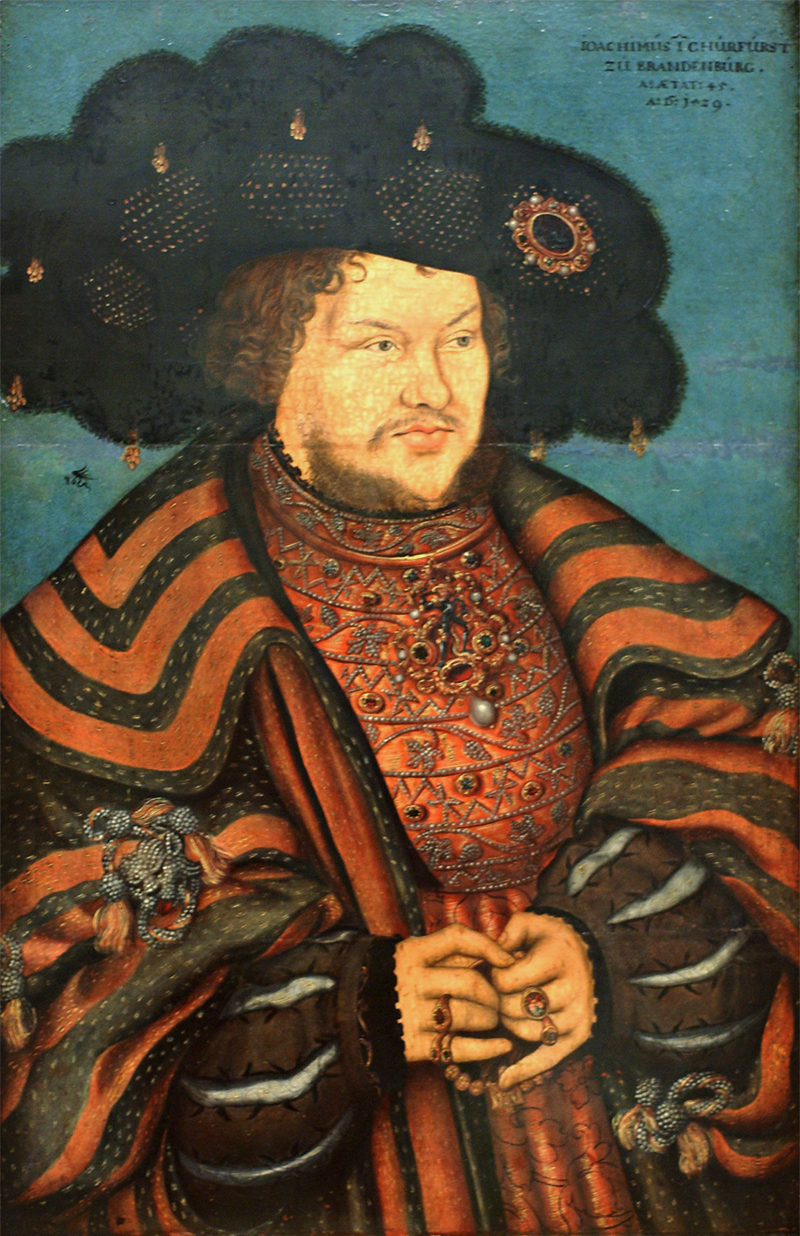
Kurfürst Joachim I. Nestor von Brandenburg, Porträt von Lucas Cranach d. Ä., 1529 oder später, Staatsgalerie Aschaffenburg

Der protestantische Torgauer Bund (lila) und der katholische Dessauer Bund (gelb).

Der Dessauer Bund (auch Dessauer Bündnis) war eine kurzlebige Vereinigung katholischer Landesherren in Norddeutschland während der Zeit der deutschen Reformation, der sich der Bekämpfung sowohl von Aufständen wie der Weiterverbreitung der Lehre Martin Luthers verschrieben hatte.  Der Bund wurde am 19. Juli 1525 in Dessau geschlossen.
Gastgeberin war die streng katholische Fürstinwitwe und Regentin Margarethe von Münsterberg.

## Hintergründe
Der Zusammenschluss kam wenige Wochen nach der Schlacht bei Frankenhausen in Thüringen zustande, in welcher rebellierende Bauern niedergekämpft worden waren.  Ein energisches Vorgehen gegen den Zulauf zum Protestantismus schien den katholischen Landesherren angezeigt.  Obschon Luther persönlich durchaus freundlich gesinnt, befürchtete die Fürstin eine Wiederholung der Bauernaufstände in ihrem eigenen Land, weshalb sie entgegen der Position ihrer eigenen Söhne diesen Bund einberief.
Der katholische Dessauer Bund beschränkte sich innerhalb Anhalts lediglich auf das Fürstentum Anhalt-Dessau, wohingegen die benachbarten Fürstentümer Anhalt-Köthen und Anhalt-Bernburg 1525–1526 bereits als zweites und drittes Land der Welt (nach dem Vorgang Kursachsens) die Reformation eingeführt hatten.  Erst einige Zeit nach dem Tode der Dessauer Fürstin (1530) führte auch Anhalt-Dessau unter ihrem Sohn Georg III. (Anhalt-Dessau) im Jahre 1534 die Reformation ein.

## Folgen
Die bereits dem protestantischen Glauben anhängenden Fürsten reagierten mit dem Torgauer Bund auf die neu geschaffene Situation.
Dem Dessauer Bund blieb eine durchschlagende Wirkung indes versagt.  Es gelang nicht mehr, die katholischen Fürsten im Süden des Heiligen Römischen Reiches zum Beitritt zu motivieren. Auf dem Reichstag zu Speyer 1526 versuchten sich die Anhänger beider christlicher Glaubensrichtungen politisch im Kompromisswege zu verständigen.  Das Wormser Edikt wurde aufgehoben. Der Reichsabschied enthielt die Duldung der neuen Glaubensrichtung bis zu einem Konzil.

## Mitglieder
Diesem Bund altgläubiger Fürsten gehörten unter anderem an:
- Herzog Georg von Sachsen
- Brandenburgs Kurfürst Joachim I. Nestor
- Erzbischof Albrecht von Mainz und von Magdeburg
- Erich I. von Calenberg-Göttingen, Herzog zu Braunschweig-Lüneburg
- Herzog Heinrich II. von Braunschweig-Wolfenbüttel.